# سون سالین
سون سالین (انگلیسی: Sven Salén؛ ۷ نوامبر ۱۸۹۰ – ۲۹ اکتبر ۱۹۶۹ (aged 78)) قایقران قایق بادبانی، و آهنگساز اهل سوئد بود.